# Kostel svatého Jiljí (Nasavrky)
Kostel svatého Jiljí je římskokatolický kostel z konce 13. století v Nasavrkách v okrese Chrudim. Od roku 1964 je chráněn jako kulturní památka.

## Historie
Původně byl postaven v gotickém slohu. V roce 1740 byl po požáru přestavěn v barokním stylu. V 19. století proběhly další stavební úpravy. V letech 1999–2001 byla u kostela postavena nová fara.

## Popis
Uvnitř je kostel jednolodní s trojboce uzavřeným, klenutým presbytářem. V kostele je pět užších kaplí a sousedící obdélné pole s jednoduchou křížovou klenbou. Loď má plochý strop. Hlavní oltář je prostý s obrazem svatého Jiljí s laní. Budova je zděná, věž má dva zvony.